# Дженні Нілссон
Дженні Габі Крістель Нільссон (швед. Jennie Gaby Christel Nilsson; 25 січня 1972, Гильте) — шведська політична діячка, член Соціал-демократичної партії. З 21 січня 2019 року обіймає посаду Міністра сільського господарства.

## Біографія
У 2001—2006 роках Нільссон працювала головою комуни Гильте.
З 2006 року Нільссон є членом Рикстагу. В 2014 році вона стала головою Комітету з промисловості парламенту Швеції. У 2011—2012 роках вона була заступницею голови Податкового комітету.
З 21 січня 2019 року обіймає посаду Міністра сільського господарства.
Дженні Нільссон проживає в місті Фресакулла в комуні Хальмстад.